# Josif Marinković
Josif Marinković (en ciríl·lic serbi: Јосиф Маринковић; Vranjevo, prop de Novi Bečej, 15 de setembre de 1851 - Belgrad, 13 de maig de 1931) va ser un compositor i director coral serbi. Com el seu jove contemporani Stevan St. Mokranjac, es va dedicar principalment als gèneres vocals: lied i coral. Marinković era un romàntic amb una marcada afinitat per l'expressió melòdica. Va dedicar una atenció excepcional a la declamació del text, que representava una qualitat força nova en la música sèrbia de l'època.

## Biografia
Marinković es va graduar a l'Escola d'Orgue de Praga (1873–81) i va cursar estudis especialitzats a Viena (1886–87). Va actuar com a director coral de la "Belgrad Singing Society" (1881–87), Academic Singing Society Obilić (1889–1900), així com d'altres conjunts corals (The Laborers' "Singing Society" i "Serbian-Jewish Singing Society", entre d'altres). També va ensenyar música al Seminari Ortodox Sèrbi, a l'Escola Preparatòria de Mestres i al Segon Gimnàs Masculí. Marinković va ser inclòs a la Reial Acadèmia Sèrbia (avui Acadèmia Sèrbia de Ciències i Arts) el 1907.
Com a compositor d'una expressió romàntica diferent, Marinković utilitzava sovint melodies populars. Va compondre cançons patriòtiques per a cor d'homes, la més popular d'elles va ser L'assemblea popular (Narodni zbor) 1876, segons el text de S. Kaćanski) d'un caràcter alegre, semblant a la marxa, considerada per tant un símbol de l'esperit lluitador de Poble serbi, Amb un cant al cor, i Slavia (Slavija); peces líriques per a cor mixt i composicions per a cor infantil, entre d'altres. Marinković va compondre onze Kolos, basant-se en un assemblatge de melodies populars en forma de mosaic (els kolos de Branko són el tercer, cinquè i novè kolo, després de la lletra de The School Friends (Đački rastanak) de Branko Radičević, amb melodies estilitzades de Vojvodina). Entre les obres corals acompanyades per piano semblants a les cantates, destaquen A Content river (Zadovoljna reka) i The Water Mill (Potočara) amb pintura de text), de caràcter líric, ambdues escrites després del text de Jovan Milenko Grčić, i també un obra coral patriòtica Divendres Sant (Na Veliki petak). En el seus lieder, Marinković va prestar molta atenció a la dicció correcta, la melodia melodia i l'expressiu acompanyament de piano amb què representava una certa atmosfera desitjada. Va compondre lieder després de les lletres dels poetes serbis Jovan Jovanović Zmaj, J. Grčić Milenko i Vojislav Ilić (Digues-me, si us plau, digues-me (Kaži mi, kaži), The Parting (Rastanak), The stream gurgles (Potok žubori), Oh, com brilla el sol (Oh, kako sunce sija), Oració (Molitva), Un arbust (Grm), etc.). En les seves obres eclesiàstiques, Marinković es va inspirar en el cant de l'Església Sèrbia (Litúrgia, per a cor mixt) i les influències de la música de l'Església Russa (Opelo (Rèquiem ortodox), O, Rei Celestial (Carju nebesni), Angel vopijaše, etc.). Marinković va reelaborar sovint les seves peces, per la qual cosa existeixen en diverses versions.

## Obres
Lieder

Lieder, compost a partir de les lletres de poetes romàntics i motius populars, ocupa el lloc més significatiu en l'obra de Marinković. Se'l considera el fundador d'aquest gènere en la música sèrbia. Els més convincents són els lieder composts a partir de lletres de poesia d'art (de J. J. Zmaj, J. G. Milenko, Đ. Jakšić i V. Ilić). En el seus lieder, Marinković va aconseguir una àmplia gamma d'estats d'ànim: lirisme de cor (Quina vista, aquest món és tan brillant (Ala je lep ovaj svet), Oh, com brilla el sol, El rierol gargoteja), calidesa romàntica, amplitud melòdica (Enyorança). (Čežnja), i drama (The Parting, A Shrub). Va organitzar moltes de les seves cançons en diverses versions i va oferir una visió de la seva evolució creativa i el seu desenvolupament cap a un domini compositiu i tècnic experimentat. Marinković mostra la capacitat d'aprofundir en el significat i l'estat d'ànim de les lletres seleccionades, seguint la dicció correcta, amb melodies inventives i àmplies i una expressió general directa. La melodia representa la seva eina principal; encara que en les seves obres posteriors es nota una part de piano força elaborada i un llenguatge harmònic una mica lliure, dins de l'àmbit dels mitjans d'expressió del romàntic tardà.
Marinković també va trobar la seva inspiració en els textos propers a les cançons populars i compostos d'una manera propera al folk, establint en la música d'art sèrbia un gènere popular sevdalinka (Šana, estimada, Stojanka i From town to town). També va continuar i conservar la tradició de reordenar les melodies populars.
Música coral
obres profanes

Marinković va compondre peces per a cors masculins, mixtes, femenines i infantils, però va nodrir especialment el gènere de peces corals amb acompanyament de piano. Els seus onze kolos (1881–97), corones de melodies populars adaptades per a cors masculins i mixtes, es consideren precursors de les corones de cançons de S. St. Mokranjac. Utilitzant un gran nombre de cançons sense una adaptació més complexa, Marinković no va aconseguir una forma ben arrodonida i complexa que es va manifestar més tard en les obres de Mokranjac, però no obstant això, va anticipar alguns dels procediments de Mokranjac (enllaç i repetició d'extractes de cançons, cançons i similars). La selecció real de les cançons de kolo no demostra el nivell de meticulositat i cogitació en l'àmbit de la totalitat de les obres, tan representatius per a Mokranjac, mentre que els procediments de desenvolupament són principalment limitats, però encara refrescants i edificants. En els kolos posteriors (Onze i Dotzè), Marinković va aconseguir una concisió formal més alta, una millor textura coral, contrastos de parts de solo i tutti i solucions harmòniques més atrevides. Els tres kolos (El tercer, el cinquè i el novè) porten el nom de Branko Radičević (els kolos de Branko (cantar, Brankovo kolo)) ja que estan composts després de la lletra d'aquest poeta titulada La separació dels amics de l'escola i només s'inspiren indirectament en el folk.
Igual que els seus contemporanis, Marinković va compondre obres sobre lletres de poesia patriòtica (L'assemblea del poble, Un crit de batalla heroic (Junčaki poklič), L'himne dels Balcans, L'himne de Kosovo, Amb una cançó al cor, L'himne dels musulmans serbis), alguns dels que es va fer força popular, com The People's assembly (1876) famós pel seu vers inicial, així com la cançó Hey, Trumpeter. Com una de les cançons més populars de Marinković, va ser l'himne d'Obilić durant molts anys.
Marinković va establir un gènere coral acompanyat per piano a la música sèrbia (A Content river, On Good Friday, A Suffering mother (Jadna majka), Prayer, The Water Mill i Cantata to Dositej Obradović). Per la seva amplitud i complexitat de l'acompanyament del piano, algunes d'aquestes obres confirmen que el piano s'utilitzava com a substitut de l'orquestra.
Música coral
obres sagrades

El 1935, Kosta Manojlović va reconstruir certs moviments que va trobar a la col·lecció del llegat de Marinković en la Divina Litúrgia de Sant Joan Crisòstom (Liturgija Svetog Jovana Zlatoustog). Entre els moviments litúrgics especialment expressius i inspiradors es troba el Pare Nostre (Otce nas), considerada una de les obres mestres de la literatura coral.
Música instrumental i escènica

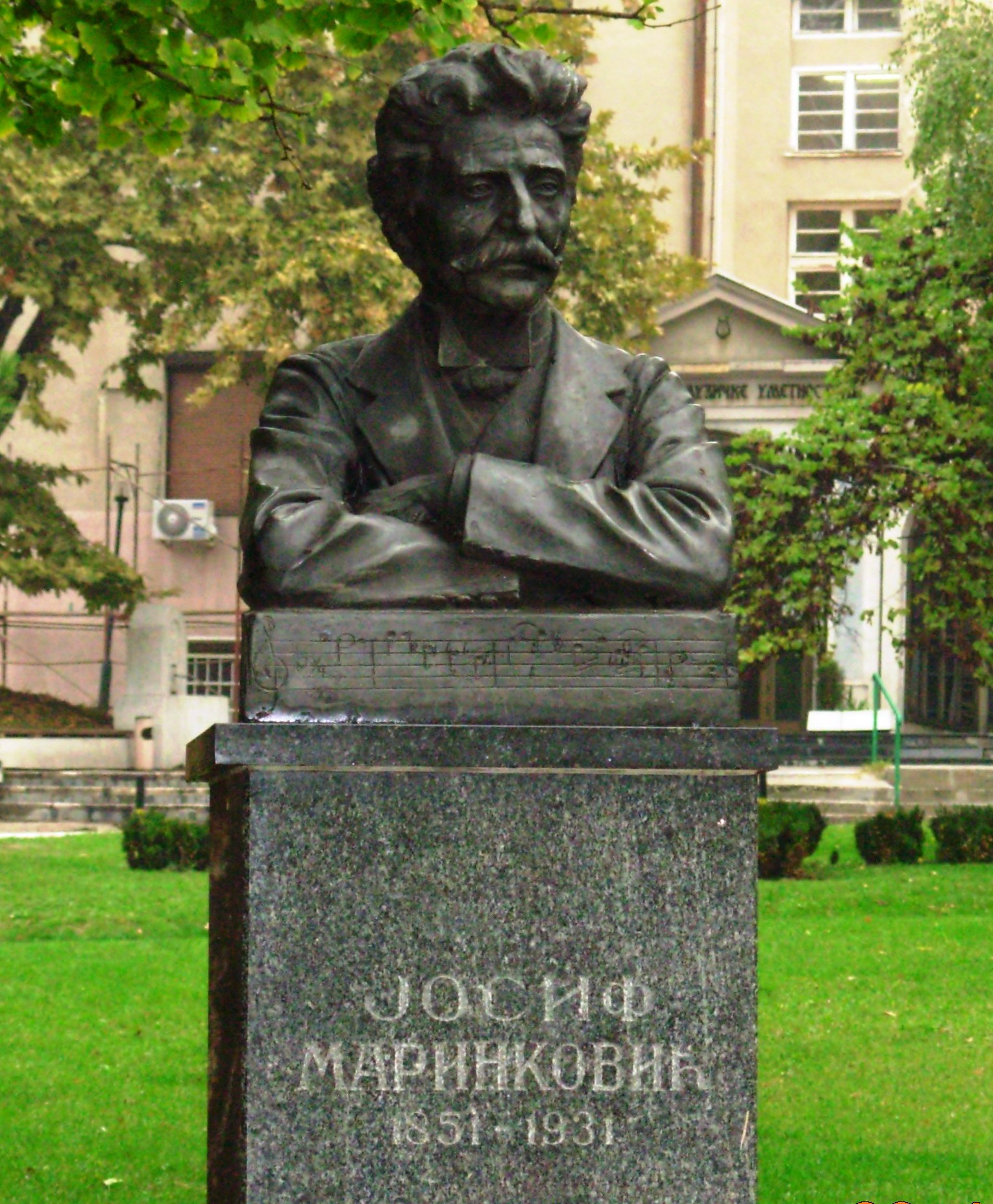
Bust de Josif Marinković a Belgrad

Entre les peces instrumentals, Marinković va compondre Sonatina per a piano a quatre mans, i Dues danses serbes, Fantasia i Nocturn per a violí. La seva música escènica inclou obres de teatre Suđaje de Lj. Petrović (amb números molt reeixits The Lullaby and The Monk chorus).

## Obres seleccionades
- Rise up brothers (Ustajte braćo) (1872), per a cor mixt
- The People’s assembly (Narodni zbor) (1876, segona versió 1902)
- What a sight, this world’s so bright (Ala je lep ovaj svet), lied, primera versió al voltant 1880
- Under the window (Pod prozorom) (al voltant 1880), lied
- A Content river (Zadovoljna reka) (1881), per a cor mixt i piano
- First kolo (1881), per a cor d'homes
- Second kolo (1882), per a cor d'homes
- First Opelo (Requiem) (abans de 1882), per a cor d'homes
- Third kolo (1882, versió per a cor mixt 1896), per a cor d'homes, després Branko Radičević
- Fourth kolo (1882), per a cor d'homes
- With a song to the heart (1882), per a cor d'homes
- On Good Friday (Na Veliki petak) (1883), per a cor mixt i piano
- Stojanka (Pod pendžerite) (1883), lied
- Fifth kolo (1883, versió 1889), per a cor d'homes, de Branko Radicević
- A Suffering mother (Jadna majka) (1884), per a cor mixt i piano
- Sixth kolo (1884), per a cor mixt
- Funeral song (Posmrtna pesma) (1884), per a cor d'homes
- Šana, dear (Šano duso) (abans de 1886), lied
- The Kosovo anthem (1889), per a cor d'homes
- Prayer (Molitva) (1889, lied versions 1889 and 1931), per a cor mixt i piano
- Seventh kolo (1889), per a cor d'homes
- Liturgy (voltants 1889), per a cor mixt
- The Laborers' song (Radnička pesma) (1890), per a cor mixt
- Eighth kolo (1890), per a cor d'homes
- Ninth kolo (1892), per a cor d'homes, de Branko Radičević
- A Shrub (Grm) (1893), lied
- Suđaje (1894), música escènica de Lj. Petrović
- Tenth kolo (1896), per a cor mixt
- Bulgarian folk songs (1896), per a cor d'homes
- An Apotheosis to Vuk (1897), per a cor d'homes
- Eleventh kolo (1897), per a cor mixt
- Oh, How the sun shines (Oh, kako sunce sija) (1899), lied (versions per a cor mixt i infantil, i duet)
- A Spring dawn (Proletnja zora) (1899), per a cor mixt
- Oh, Moon (Oj, meseče) (abans de 1907), lied
- Slavia (around 1907), per a cor d'homes
- The Balkans anthem (voltants 1908), per a cor d'homes
- A Heroic battle cry (Junčaki poklič) (al voltant 1910), per a cor d'homes
- The Water mill (Potočara) (1910), per a cor mixt i piano
- Ženam mironosicam (1911), lied i versió per a cor de dones
- Cantata to Dositej Obradović (1911), per a cor mixt i piano
- Memorial (Pomen) (voltants 1929), per a cor mixt
- Tell me, please, tell me (Kaži mi, kaži) (1931), lied
- The Parting (Rastanak) (1931), lied

### Enregistraments
- Josif Marinković. Otče naš, „Josif Marinković“ cor, conductor Andrej Bursać. Zrenjanin Cultural Centre. CD004, gravació des de 1997, falta l'any de publicació.
- Josif Marinković. Večeri tvojeja tajnija, No coneix Belgrad. PGP RTS, CD 430480, 1998.
- Josif Marinković. Divine Liturgy of Saint John Chrysostom. RTB Choir, conductor Bojan Suđić. PGP RTS, CD 430824, 1999.
- Josif Marinković. Song of the Cherubim (Heruvimska pesma). Belgrade chamber choir. PGP RTS CD 431142, 2000.
- Josif Marinković. The stream gurgles (Potok žubor), Longing (Čežnja), per a veu i orquestra. Sofija Janković, soprano, Symphonic Orchestra of Radio Television Serbia, conductor Davorin Županić. CD New Sound 118/2001.
- Josif Marinković. Na mnogaja ljeta. CD Serbian singing society „Jedinstvo,” Kotor. 	2004.
- Josif Marinković. Carju nebesni. Belgrade Singing society: 153 years. CD 01/2, Saborna crkva, Belgrade, 2005.